# Empire Award du meilleur acteur
Les Empire Awards du meilleur acteur (Empire Award for Best Actor) sont des prix qui sont décernés chaque année depuis 1996 par le magazine de cinéma britannique Empire.
Les récompenses sont votées par les lecteurs du magazine, choisissant dans une liste de films sortis l'année précédant celle de la cérémonie.

## Palmarès

### Années 1990
- 1996 : Nigel Hawthorne pour le rôle de George III dans La Folie du roi George (The Madness of King George)
- 1997 : Morgan Freeman pour le rôle du Détective William Somerset dans Se7en
- 1998 : Kevin Spacey pour le rôle de Jack Vincennes dans L.A. Confidential
- 1999 : Tom Hanks pour le rôle du Capitaine John H. Miller dans Il faut sauver le soldat Ryan (Saving Private Ryan)

### Années 2000
- 2000 : Pierce Brosnan pour le rôle de James Bond dans Le monde ne suffit pas (The World Is Not Enough)
- 2001 : Russell Crowe pour le rôle du Général Maximus Decimus dans Gladiator
  - Kevin Spacey pour le rôle de Lester Burnham dans American Beauty
  - John Cusack pour le rôle de Rob Gordon dans High Fidelity
  - Jim Carrey pour le rôle du Grinch dans Le Grinch (How the Grinch Stole Christmas!)
  - George Clooney pour le rôle d'Ulysses Everett McGill dans O'Brother (O Brother, Where Art Thou?)
- 2002 : Elijah Wood pour le rôle de Frodon dans Le Seigneur des anneaux : La Communauté de l'anneau (The Lord of the Rings: The Fellowship of the Ring)
  - Haley Joel Osment pour le rôle de David dans A.I. Intelligence artificielle (Artificial Intelligence: A.I.)
  - Viggo Mortensen pour le rôle d'Aragorn dans Le Seigneur des anneaux : La Communauté de l'anneau (The Lord of the Rings: The Fellowship of the Ring)
  - Billy Bob Thornton pour le rôle d'Ed Crane dans The Barber
  - Benicio del Toro pour le rôle de Javier Rodriguez dans Traffic
- 2003 : Tom Cruise pour le rôle de John Anderton dans Minority Report
  - Mike Myers pour le rôle d'Austin Powers dans Austin Powers dans Goldmember (Austin Powers in Goldmember)
  - Colin Farrell pour le rôle d'Ed Witwer dans Minority Report
  - Tom Hanks pour le rôle de Michael Sullivan dans Les Sentiers de la perdition (Road to Perdition)
  - Viggo Mortensen pour le rôle d'Aragorn dans Le Seigneur des anneaux : Les Deux Tours (The Lord of the Rings: The Two Towers)
- 2004 : Johnny Depp pour le rôle du Capitaine Jack Sparrow dans Pirates des Caraïbes : La Malédiction du Black Pearl (Pirates of the Caribbean: The Curse of the Black Pearl)
  - Daniel Day-Lewis pour le rôle de Bill le Boucher dans Gangs of New York
  - Sean Astin pour le rôle de Sam dans Le Seigneur des anneaux : Le Retour du roi (The Lord of the Rings: The Return of the King)
  - Viggo Mortensen pour le rôle d'Aragorn dans Le Seigneur des anneaux : Le Retour du roi (The Lord of the Rings: The Return of the King)
  - Hugh Jackman pour le rôle de Wolverine dans X-Men 2 (X2)
- 2005 : Matt Damon pour le rôle de Jason Bourne dans La Mort dans la peau (The Bourne Supremacy)
  - Tom Cruise pour le rôle de Vincent dans Collatéral (Collateral)
  - Jim Carrey pour le rôle de Joel Barish dans Eternal Sunshine of the Spotless Mind
  - Johnny Depp pour le rôle de James M. Barrie dans Neverland (Finding Neverland)
  - Tobey Maguire pour le rôle de Peter Parker dans Spider-Man 2
- 2006 : Johnny Depp pour le rôle de Willy Wonka dans Charlie et la Chocolaterie (Charlie and the Chocolate Factory)
  - Viggo Mortensen pour le rôle de Tom Stall dans A History of Violence
  - Christian Bale pour le rôle de Batman / Bruce Wayne dans Batman Begins
  - Matt Dillon pour le rôle de l'Officier Ryan dans Collision (Crash)
  - Andy Serkis pour le rôle de Kong dans King Kong
- 2007 : Daniel Craig pour le rôle de James Bond dans Casino Royale
  - Sacha Baron Cohen pour le rôle de Borat dans Borat, leçons culturelles sur l'Amérique au profit glorieuse nation Kazakhstan (Borat: Cultural Learnings of America for Make Benefit Glorious Nation of Kazakhstan)
  - Johnny Depp pour le rôle du Capitaine Jack Sparrow dans Pirates des Caraïbes : Le Secret du coffre maudit (Pirates of the Caribbean : Dead Man's Chest)
  - Leonardo DiCaprio pour le rôle de Billy Costigan dans Les Infiltrés (The Departed)
  - Christian Bale pour le rôle d'Alfred Borden dans Le Prestige (The Prestige)
- 2008 : James McAvoy pour le rôle de Robbie Turner dans Reviens-moi (Atonement)
  - Gerard Butler pour le rôle du Roi Léonidas dans 300
  - Daniel Radcliffe pour le rôle de Harry Potter dans Harry Potter et l'Ordre du phénix (Harry Potter and the Order of the Phoenix)
  - Simon Pegg pour le rôle de Nicholas Angel dans Hot Fuzz
  - Matt Damon pour le rôle de Jason Bourne dans La Vengeance dans la peau (The Bourne Ultimatum)
- 2009 : Christian Bale pour le rôle de Batman / Bruce Wayne dans The Dark Knight : Le Chevalier noir (The Dark Knight)
  - Daniel Craig pour James Bond dans Quantum of Solace
  - Daniel Day-Lewis pour le rôle de Daniel Plainview dans There Will Be Blood
  - Johnny Depp pour le rôle de Sweeney Todd dans Sweeney Todd : Le Diabolique Barbier de Fleet Street (Sweeney Todd: The Demon Barber of Fleet Street)
  - Robert Downey Jr. pour le rôle de Tony Stark / Iron Man dans Iron Man

### Années 2010
- 2010 : Christoph Waltz pour le rôle du colonel Hans Landa dans Inglourious Basterds
  - Michael Caine pour le rôle de Harry Brown dans Harry Brown
  - Robert Downey Jr. pour le rôle de Sherlock Holmes dans Sherlock Holmes
  - Robert Pattinson pour le rôle d'Edward Cullen dans Twilight, chapitre II : Tentation (New Moon)
  - Sam Worthington pour le rôle de Jake Sully dans Avatar
- 2011 : Colin Firth pour le rôle de George VI dans Le Discours d'un roi (The King's Speech)
  - Aaron Taylor-Johnson pour le rôle de Dave Lizewski / Kick-Ass dans Kick-Ass
  - James Franco pour le rôle de Aron Ralston dans 127 heures (127 Hours)
  - Jesse Eisenberg pour le rôle de Mark Zuckerberg dans The Social Network
  - Leonardo DiCaprio pour le rôle de Dom Cobb dans Inception
- 2012 : Gary Oldman pour le rôle de George Smiley dans La Taupe (Tinker Tailor Soldier Spy)
  - Daniel Craig pour le rôle de Mikael Blomkvist dans Millénium, les hommes qui n'aimaient pas les femmes (The Girl with the Dragon Tattoo)
  - Ryan Gosling pour le rôle du chauffeur dans Drive
  - Daniel Radcliffe pour le rôle d'Harry Potter dans Harry Potter et les Reliques de la Mort, 2e partie (Harry Potter and the Deathly Hallows, Part 2)
  - Andy Serkis pour le rôle de César dans La Planète des singes : Les Origines (Rise of the Planet of the Apes)
- 2013 : Martin Freeman pour le rôle de Bilbon Sacquet dans Le Hobbit : Un voyage inattendu (The Hobbit : An Unexpected Journey)
  - Daniel Craig pour le rôle de James Bond dans Skyfall
  - Daniel Day-Lewis pour le rôle d'Abraham Lincoln dans Lincoln
  - Christoph Waltz pour le rôle du Dr. King Schultz dans Django Unchained
  - Robert Downey Jr. pour le rôle d'Anthony "Tony" Stark / Iron Man dans Avengers (The Avengers)
- 2014 : James McAvoy pour le rôle de Bruce Robertson dans Ordure ! (Filth)
  - Leonardo DiCaprio pour le rôle de Jordan Belfort dans Le Loup de Wall Street (The Wolf of Wall Street)
  - Chiwetel Ejiofor pour le rôle de Solomon Northup dans Twelve Years a Slave
  - Martin Freeman pour le rôle de Bilbon Sacquet dans Le Hobbit : La Désolation de Smaug (The Hobbit: The Desolation of Smaug)
  - Tom Hanks pour le rôle de Richard "Rich" Philipps dans Capitaine Phillips (Captain Phillips)
- 2015 : Andy Serkis pour le rôle de César dans La Planète des singes : L'Affrontement (Dawn of the Planet of the Apes)
  - Richard Armitage pour le rôle de Thorin dans Le Hobbit : La Bataille des Cinq Armées (The Hobbit: The Battle of the Five Armies)
  - Bradley Cooper pour le rôle de Chris Kyle dans American Sniper
  - Benedict Cumberbatch pour le rôle d'Alan Turing dans Imitation Game (The Imitation Game)
  - Eddie Redmayne pour le rôle de Stephen Hawking dans Une merveilleuse histoire du temps (The Theory of Everything)
- 2016 : Matt Damon pour le rôle de Mark Watney dans Seul sur Mars (The Martian)
  - Leonardo DiCaprio pour le rôle de Hugh Glass dans The Revenant
  - Michael Fassbender pour le rôle de Macbeth dans Macbeth
  - Michael Fassbender pour le rôle de Steve Jobs dans Steve Jobs
  - Tom Hardy pour le rôle de Ronald "Ronnie" Kray / Reginald "Reggie" Kray dans Legend
  - Tom Hardy pour le rôle de Max Rockatansky dans Mad Max: Fury Road
  - Michael B. Jordan pour le rôle d'Adonis Creed dans Creed : L'Héritage de Rocky Balboa (Creed)
- 2017 : Eddie Redmayne pour le rôle de Norbert Dragonneau dans Les Animaux Fantastiques (Fantastic Beasts and Where to Find Them)
  - Casey Affleck pour le rôle de Lee Chandler dans Manchester by the Sea
  - Benedict Cumberbatch pour le rôle de Stephen Strange / Docteur Strange dans Doctor Strange
  - Ryan Gosling pour le rôle de Sebastian Wilder dans La La Land
  - Ryan Reynolds pour le rôle de Wade Wilson / Deadpool dans Deadpool
- 2018 : Hugh Jackman pour le rôle de James "Logan" Howlett / Wolverine dans Logan
  - John Boyega pour le rôle de Finn dans Star Wars, épisode VIII : Les Derniers Jedi (Star Wars: Episode VIII – The Last Jedi)
  - Armie Hammer pour le rôle d'Oliver dans Call Me by Your Name
  - Gary Oldman pour le rôle de Winston Churchill dans Les Heures sombres (Darkest Hour)
  - Andy Serkis pour le rôle de César dans La Planète des singes : Suprématie (War for the Planet of the Apes)

## Meilleur acteur britannique
Les Empire Awards du meilleur acteur britannique ont été décernées de 1996 à 2005.
- 1996 : Ewan McGregor pour le rôle d'Alex Law dans Petits meurtres entre amis (Shallow Grave)
- 1997 : Ewan McGregor pour le rôle de Mark « Rent-boy » Renton dans Trainspotting
- 1998 : Ewan McGregor pour le rôle de Robert Lewis dans Une vie moins ordinaire (A Life less ordinary)
- 1999 : Peter Mullan pour le rôle de Joe Kavanagh dans My Name Is Joe
- 2000 : Hugh Grant pour le rôle de William Thacker dans Coup de foudre à Notting Hill (Notting Hill)
- 2001 : Vinnie Jones pour le rôle de Tony « Dents-de-Plomb » dans Snatch : Tu braques ou tu raques (Snatch)
  - Christian Bale pour le rôle de Patrick Bateman dans American Psycho
  - Robert Carlyle pour le rôle de Malachy dans Les Cendres d'Angela (Angela's Ashes)
  - Michael Caine pour le rôle du Dr Wilbur Larch dans L'Œuvre de Dieu, la part du Diable (The Cider House Rules)
  - Jude Law pour le rôle de Dickie Greenleaf dans Le Talentueux Mr Ripley (The Talented Mr. Ripley)
- 2002 : Ewan McGregor pour le rôle de Christian dans Moulin Rouge
  - Hugh Grant pour le rôle de Daniel Cleaver dans Le Journal de Bridget Jones (Bridget Jones’s Diary)
  - Tim Roth pour le rôle du Général Thade dans La Planète des singes (Planet of the Apes)
  - Sean Bean pour le rôle de Boromir dans Le Seigneur des anneaux : La Communauté de l'anneau (The Lord of the Rings: The Fellowship of the Ring)
  - Ian McKellen pour le rôle de Gandalf dans Le Seigneur des anneaux : La Communauté de l'anneau (The Lord of the Rings: The Fellowship of the Ring)
- 2003 : Hugh Grant pour le rôle de Will Freeman dans Pour un garçon (About a Boy)
  - Steve Coogan pour le rôle de Tony Wilson dans 24 Hour Party People (Twenty Four Hour Party People)
  - Jude Law pour le rôle de Harlen Maguire dans Les Sentiers de la perdition (Road to Perdition)
  - Andy Serkis pour le rôle de Gollum dans Le Seigneur des anneaux : Les Deux Tours (The Lord of the Rings: The Two Towers)
  - Ian McKellen pour le rôle de Gandalf dans Le Seigneur des anneaux : Les Deux Tours (The Lord of the Rings: The Two Towers)
- 2004 : Andy Serkis pour le rôle de Gollum dans Le Seigneur des anneaux : Le Retour du roi
  - Jude Law pour le rôle d'Inman dans Retour à Cold Mountain (Cold Mountain)
  - Orlando Bloom pour le rôle de Legolas dans Le Seigneur des anneaux : Le Retour du roi (The Lord of the Rings: The Return of the King)
  - Ian McKellen pour le rôle de Gandalf dans Le Seigneur des anneaux : Le Retour du roi (The Lord of the Rings: The Return of the King)
  - Ewan McGregor pour le rôle de Joe Taylor dans Young Adam
- 2005 : Paddy Considine pour le rôle de Richard dans Dead Man's Shoes
  - Rhys Ifans pour le rôle de Jed dans Délires d'amour (Enduring Love)
  - Daniel Craig pour le rôle du héros dans Layer Cake
  - Simon Pegg pour le rôle de Shaun dans Shaun of the Dead
  - Paul Bettany pour le rôle de Peter Colt dans La Plus Belle Victoire (Wimbledon)

## Récompenses et nominations multiples
Légende : Récompenses/Nominations
4 / 5 : Ewan McGregor
2 / 5 : Johnny Depp
1 / 4 : Christian Bale
1 / 3 : Daniel Craig, Andy Serkis
1 / 2 : Kevin Spacey, Tom Hanks, Hugh Grant, Tom Cruise, Matt Damon
0 / 4 : Viggo Mortensen
0 / 3 : Ian McKellen, Jude Law
0 / 2 : Daniel Day-Lewis, Leonardo DiCaprio, Robert Downey Jr., Michael Caine, Simon Pegg